# Audi Q5 GU

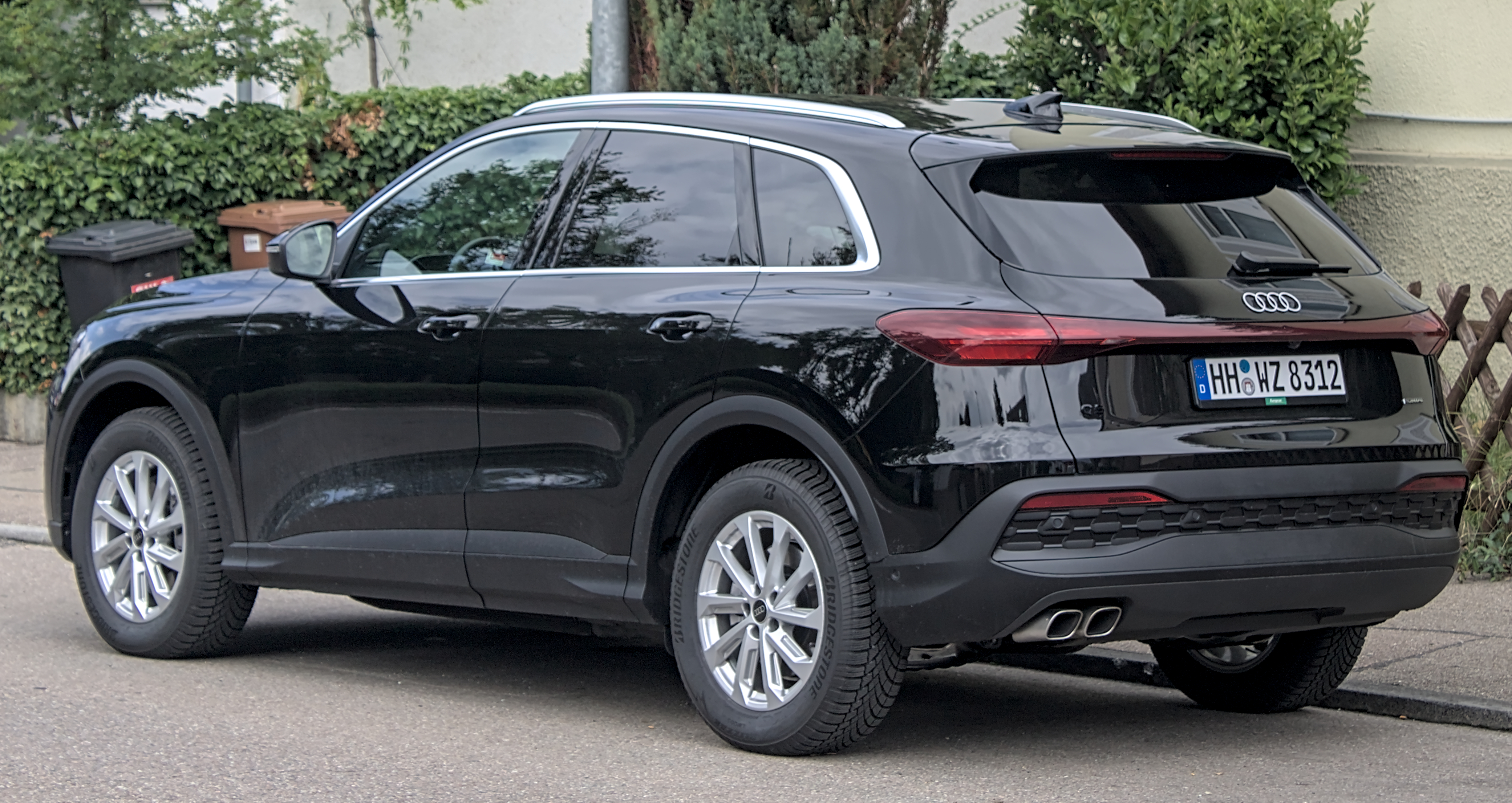
Heckansicht

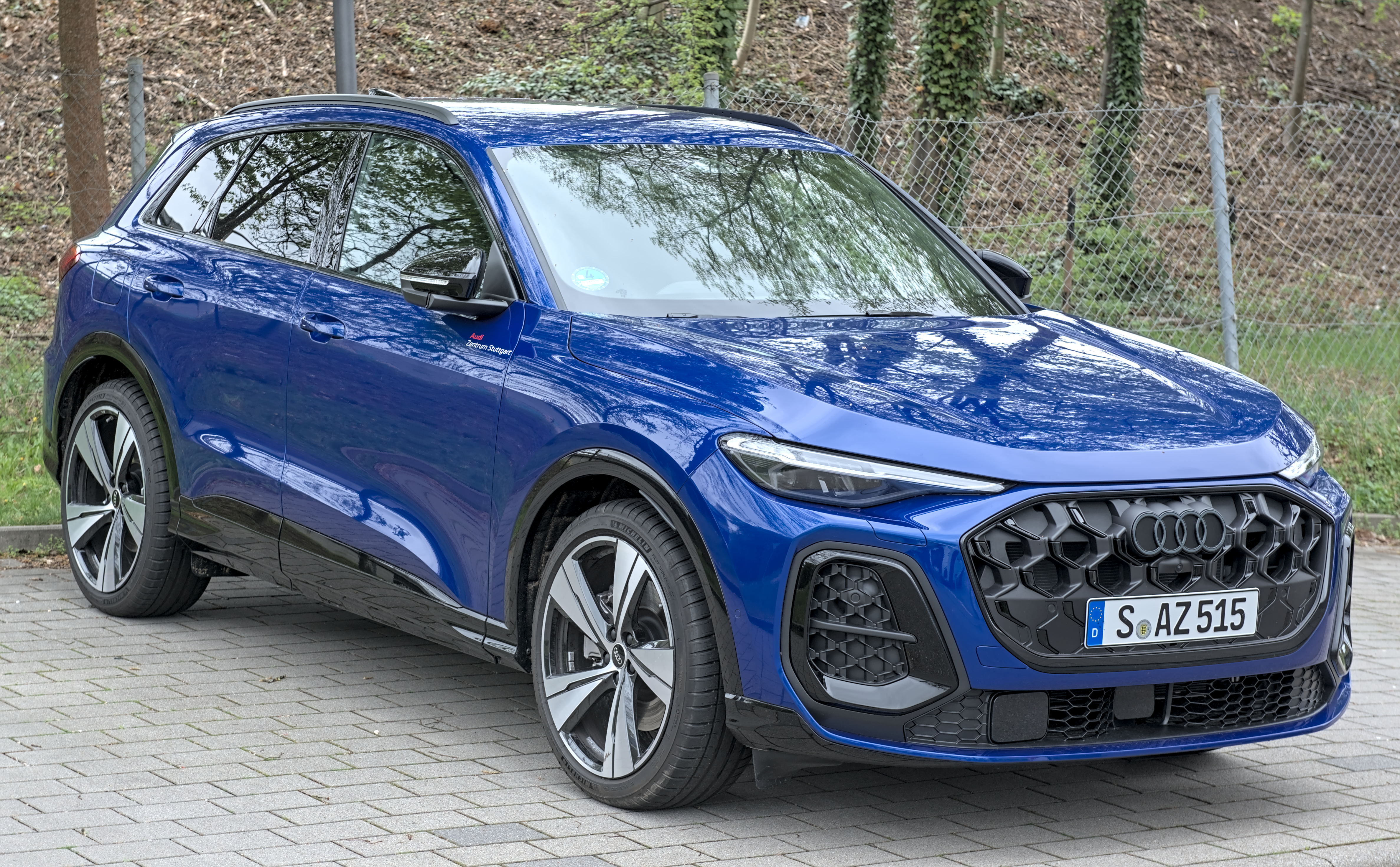
Audi Q5 S line (seit 2024)

Der Audi Q5 (interne Typbezeichnung GU) ist ein Sport Utility Vehicle von Audi sowie die dritte Generation der Q5-Baureihe.

## Modellgeschichte

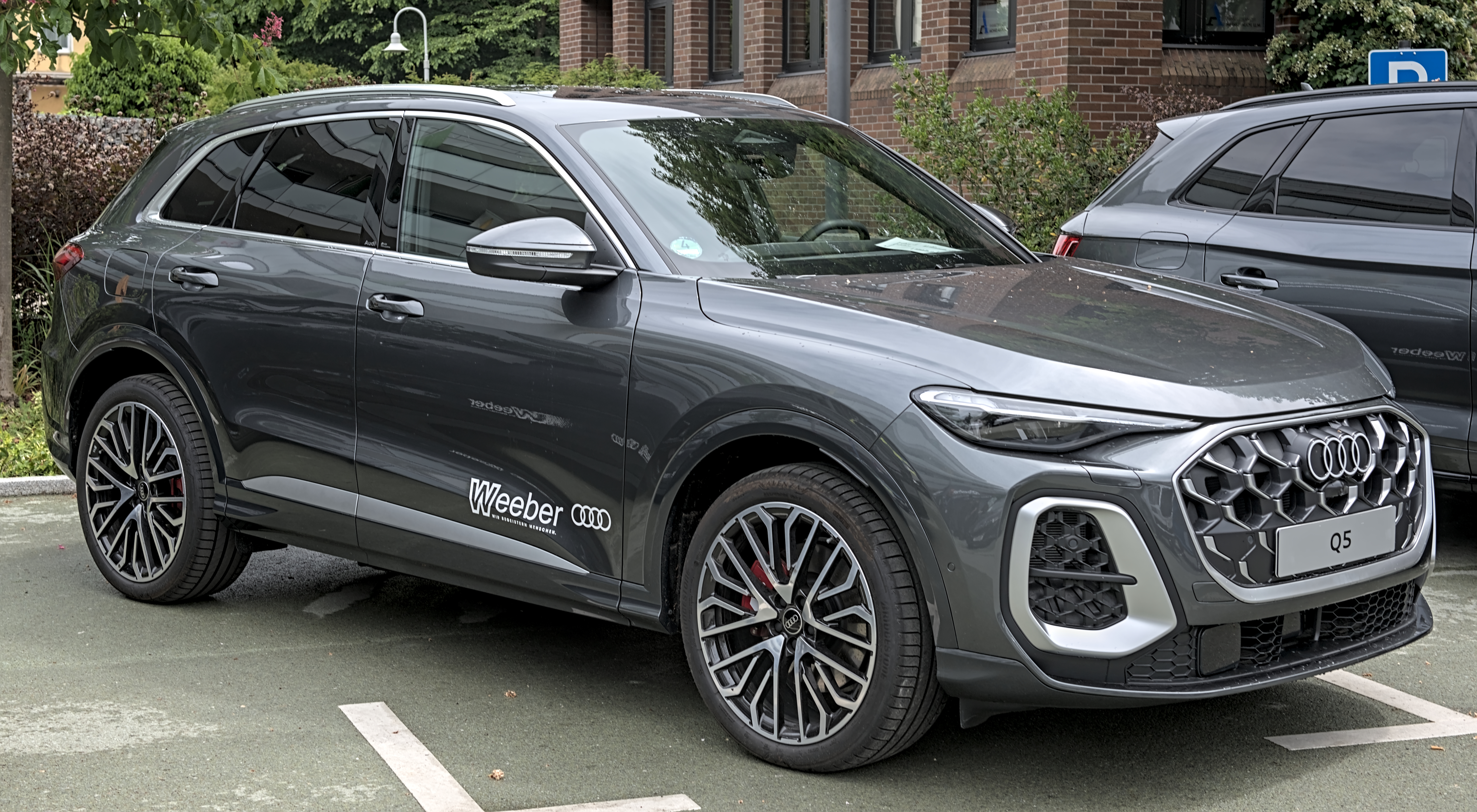
Audi SQ5

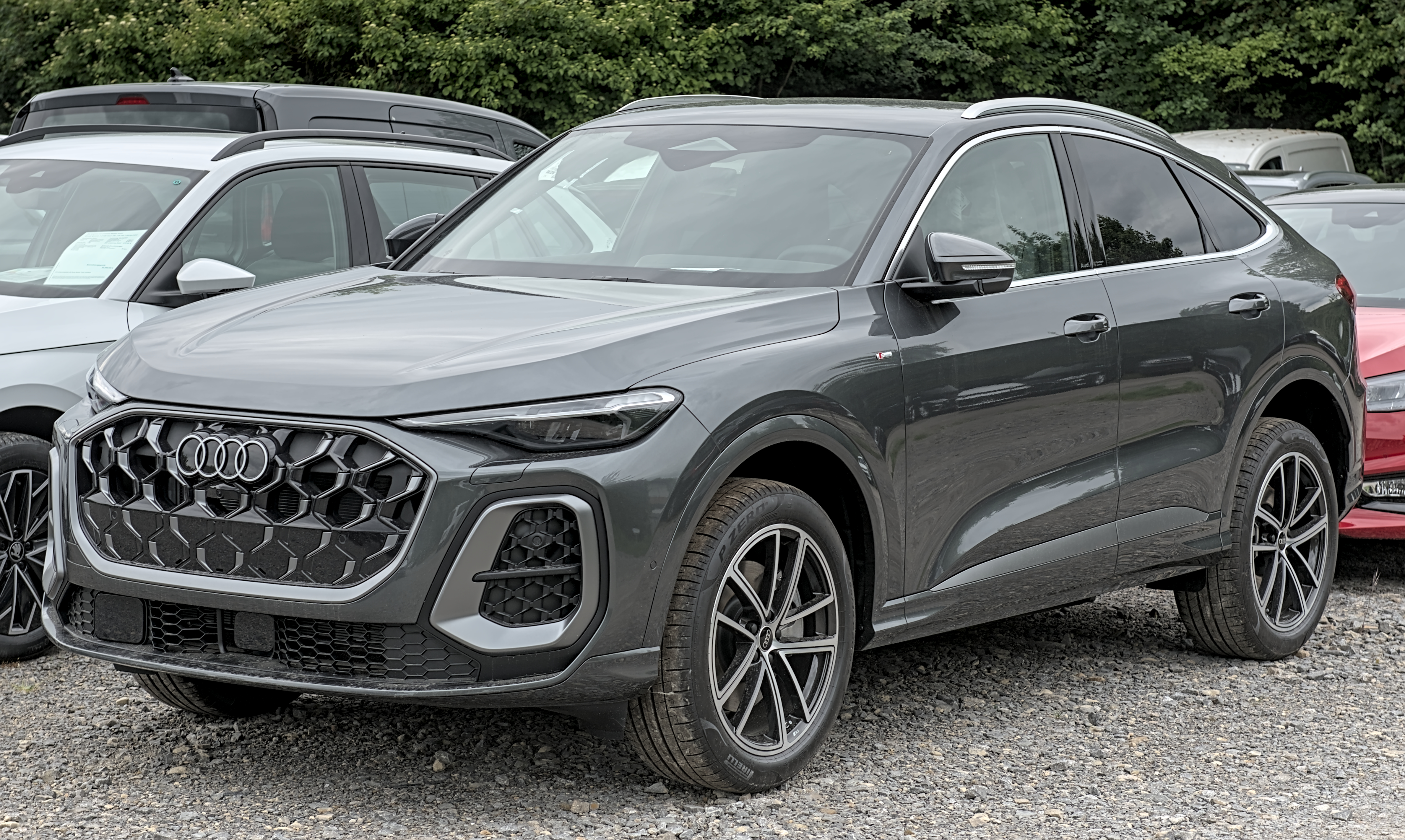
Audi Q5 Sportback

Vorgestellt wurde das Fahrzeug Anfang September 2024, wobei auch die SQ5-Version gezeigt wurde. Öffentlichkeitspremiere hatte es auf dem Pariser Autosalon im darauffolgenden Monat. Die Markteinführung erfolgte im März 2025. Es gibt die drei Ausstattungslinien Basis, Advanced und S line. Während beim Vorgängermodell Q5 FY eine Version mit flacher auslaufendem Dach (Q5 FY Sportback) erst rund vier Jahre nach der Markteinführung folgte, gibt es diese Version in dieser Generation (Q5 GU Sportback) nur wenige Wochen nach der Markteinführung.
Die Produktion der dritten Q5-Generation erfolgt wie auch schon beim Vorgängermodell in Mexiko.

## Technik

### Karosserie
Die Abmessungen des Q5 der dritten Generation ändern sich gegenüber dem Vorgängermodell nur geringfügig. Er ist 4,72 Meter lang, 1,90 Meter breit und 1,65 Meter hoch. Auch der Radstand bleibt mit 2,82 Meter praktisch unverändert. Die Räder sind zwischen 17 und 21 Zoll groß. Der Kofferraum fasst maximal 520 Liter, nach Umklappen der Rücksitzlehne sind es maximal 1473 Liter. Der cw-Wert wird mit 0,31 angegeben. Technisch basiert der Wagen wie der Audi A5 B10 auf der Premium Platform Combustion.
Die chinesische Version des Q5, die im April 2025 auf der Auto Shanghai vorgestellt wurde, hat einen 12,5 Zentimeter längeren Radstand.

### Fahrwerk
Serienmäßig hat der Q5 ein Stahlfahrwerk. Gegen Aufpreis ist ein Sportfahrwerk (beim SQ5 Serie) oder ein Luftfederfahrwerk erhältlich.

### Innenraum

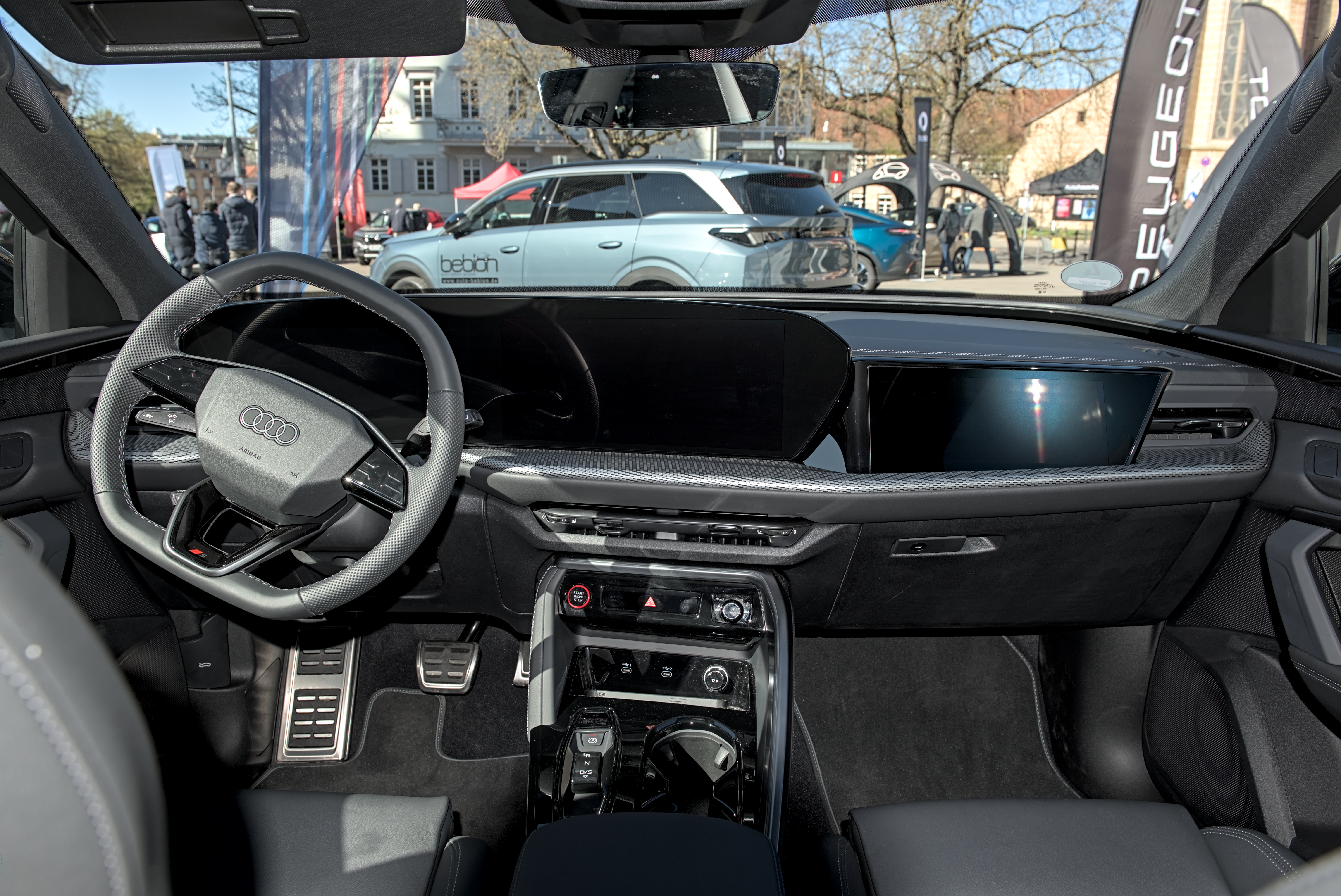
Innenansicht

Im Innenraum kommt ein 11,9 Zoll großes OLED-Display für die Instrumente hinter dem Lenkrad zum Einsatz. Ein Bildschirm für das Infotainmentsystem, das Android Automotive nutzt, ist 14,5 Zoll groß. Wie beim A5 B10 gibt es für den Beifahrer optional einen 10,9 Zoll großen Bildschirm.

### Antrieb
Die Motorenpalette ähnelt der des A5 B10. Zum Marktstart gibt es zwei Ottomotoren mit 150 kW (204 PS) oder 270 kW (367 PS) und einen Dieselmotor mit 150 kW (204 PS). Sie sind alle als Mild-Hybrid ausgeführt, wobei der Lithium-Eisenphosphat-Akkumulator einen Energieinhalt von 1,7 kWh hat. Alle Versionen haben ein 7-Gang-Doppelkupplungsgetriebe. Lediglich den Basisbenziner gibt es auch mit Vorderradantrieb, sonst ist Allradantrieb serienmäßig. Im Juni 2025 folgten zwei Plug-in-Hybrid-Antriebe.

### Sicherheit
2025 wurde der Q5 vom Euro NCAP auf die Fahrzeugsicherheit getestet. Er erhielt fünf von fünf möglichen Sternen.

## Technische Daten

### Ottomotoren
|                                                      | 2.0 TFSI                          | SQ5 3.0 TFSI                     |
| ---------------------------------------------------- | --------------------------------- | -------------------------------- |
| Bauzeitraum                                          | seit 09/2024                      | seit 09/2024                     |
| Motorkennbuchstabe                                   |                                   |                                  |
| Motortyp                                             | Reihenmotor                       | V-Motor (Zylinderbankwinkel 90°) |
| Motorbaureihe                                        | VW EA888                          | VW EA839                         |
| Nockenwellenantrieb                                  | Steuerkette                       | Steuerkette                      |
| Gemischaufbereitung                                  | Direkteinspritzung                | Direkteinspritzung               |
| Motoraufladung                                       | VTG-Turbolader                    | VTG-Turbolader                   |
| Bordnetz                                             | 48-Volt-Mildhybrid                | 48-Volt-Mildhybrid               |
| Zylinder/Ventile                                     | 4/16                              | 6/24                             |
| Hubraum                                              | 1984 cm³                          | 2995 cm³                         |
| max. Leistung bei min−1                              | 150 kW (204 PS)/4300–6300         | 270 kW (367 PS)/5500–6300        |
| max. Drehmoment bei min−1                            | 340 Nm/2000–4000                  | 550 Nm/1700–4000                 |
| Antriebsart, Serie                                   | Vorderradantrieb                  | Allradantrieb                    |
| Antriebsart, Option                                  | (Allradantrieb)                   | —                                |
| Getriebeart, Serie                                   | 7-Gang-S tronic                   | 7-Gang-S tronic                  |
| Getriebeart, Option                                  | —                                 | —                                |
| Leergewicht                                          | 1910 kg (1970 kg)                 | 2115 kg                          |
| Beschleunigung, 0–100 km/h                           | 8,6 s (7,2 s)                     | 4,5 s                            |
| Höchstgeschwindigkeit                                | 226 km/h (226 km/h)               | 250 km/h (1)                     |
| Kraftstoffverbrauch nach WLTP auf 100 km, kombiniert | 6,5–7,5 l Super (6,9–7,9 l Super) | 8,1–8,8 l Super                  |
| CO2-Emission nach WLTP, kombiniert                   | 148–171 g/km (156–180 g/km)       | 185–200 g/km                     |
| Abgasnachbehandlung, PM                              | Ottopartikelfilter                | Ottopartikelfilter               |
| Abgasnorm                                            | Euro 6e                           | Euro 6e                          |

### Plug-in-Hybride
|                                                      | e-hybrid                                          | e-hybrid                                          |
| ---------------------------------------------------- | ------------------------------------------------- | ------------------------------------------------- |
| Bauzeitraum                                          | seit 06/2025                                      | seit 06/2025                                      |
| Motorkennbuchstabe                                   |                                                   |                                                   |
| Motortyp                                             | Reihenmotor und permanenterregte Synchronmaschine | Reihenmotor und permanenterregte Synchronmaschine |
| Motorbaureihe, Verbrenner                            | VW EA888                                          | VW EA888                                          |
| Motorbaureihe, Elektro                               |                                                   |                                                   |
| Motoraufladung                                       | VTG-Turbolader                                    | VTG-Turbolader                                    |
| Zylinder/Ventile                                     | 4/16                                              | 4/16                                              |
| Hubraum                                              | 1984 cm³                                          | 1984 cm³                                          |
| max. Leistung bei min−1, Verbrennungsmotor           | 185 kW (252 PS)/5000–6500                         | 185 kW (252 PS)/5000–6500                         |
| max. Leistung, Elektromotor (Peak)                   | 105 kW (143 PS)                                   | 105 kW (143 PS)                                   |
| Dauerleistung Elektromotor                           | 55 kW (75 PS)                                     | 55 kW (75 PS)                                     |
| max. Systemleistung                                  | 220 kW (299 PS)                                   | 270 kW (367 PS)                                   |
| max. Drehmoment bei min−1, Verbrennungsmotor         | 380 Nm/1600–4500                                  | 380 Nm/1600–4500                                  |
| max. Drehmoment, Elektromotor                        | 350 Nm                                            | 350 Nm                                            |
| max. Systemdrehmoment                                | 450 Nm                                            | 500 Nm                                            |
| Antriebsart, Serie                                   | Allradantrieb                                     | Allradantrieb                                     |
| Antriebsart, Option                                  | —                                                 | —                                                 |
| Getriebeart, Serie                                   | 7-Gang-S tronic                                   | 7-Gang-S tronic                                   |
| Getriebeart, Option                                  | —                                                 | —                                                 |
| Leergewicht                                          | 2225 kg                                           | 2245 kg                                           |
| Beschleunigung, 0–100 km/h                           | 6,2 s                                             | 5,1 s                                             |
| Höchstgeschwindigkeit                                | 250 km/h (1)                                      | 250 km/h (1)                                      |
| Kraftstoffverbrauch nach WLTP auf 100 km, kombiniert | 2,5–3,3 l Super                                   | 2,6–3,4 l Super                                   |
| CO2-Emission nach WLTP, kombiniert                   | 56–75 g/km                                        | 60–77 g/km                                        |
| elektr. Reichweite nach WLTP, kombiniert             | 82–100 km                                         | 81–92 km                                          |
| Ladedauer AC, Typ 2, auf 100 %, 11 kW                | 150 min                                           | 150 min                                           |
| Akkukapazität                                        | 25,9 kWh (brutto) / 20,7 kWh (netto)              | 25,9 kWh (brutto) / 20,7 kWh (netto)              |
| Tankinhalt                                           | 46 l                                              | 46 l                                              |
| Abgasnachbehandlung, PM                              | Ottopartikelfilter                                | Ottopartikelfilter                                |
| Abgasnorm                                            | Euro 6e                                           | Euro 6e                                           |

### Dieselmotoren
|                                                      | 2.0 TDI                   |
| ---------------------------------------------------- | ------------------------- |
| Bauzeitraum                                          | seit 09/2024              |
| Motorkennbuchstabe                                   |                           |
| Motortyp                                             | Reihenmotor               |
| Motorbaureihe                                        | VW EA288 evo              |
| Nockenwellenantrieb                                  | Zahnriemen                |
| Gemischaufbereitung                                  | Common-Rail-Einspritzung  |
| Motoraufladung                                       | Turbolader                |
| Bordnetz                                             | 48-Volt-Mildhybrid        |
| Zylinder/Ventile                                     | 4/16                      |
| Hubraum                                              | 1968 cm³                  |
| max. Leistung bei min−1                              | 150 kW (204 PS)/3800–4200 |
| max. Drehmoment bei min−1                            | 400 Nm/1750–3250          |
| Antriebsart, Serie                                   | Allradantrieb             |
| Antriebsart, Option                                  | —                         |
| Getriebeart, Serie                                   | 7-Gang-S tronic           |
| Getriebeart, Option                                  | —                         |
| Leergewicht                                          | 2030 kg                   |
| Beschleunigung, 0–100 km/h                           | 7,4 s                     |
| Höchstgeschwindigkeit                                | 226 km/h                  |
| Kraftstoffverbrauch nach WLTP auf 100 km, kombiniert | 5,9–6,8 l Diesel          |
| CO2-Emission nach WLTP, kombiniert                   | 155–179 g/km              |
| Abgasnachbehandlung, PM                              | Dieselrußpartikelfilter   |
| Abgasnachbehandlung, NOX                             | SCR-Katalysator           |
| Abgasnorm                                            | Euro 6e                   |